# Napięcie krokowe

Schematyczne przedstawienie powstawania napięcia krokowego U_{k} i napięcia dotykowego U_{d} (czerwonym kolorem oznaczono przewód pod napięciem i zwarcie do ziemi, niebieskim – rozkład napięcia od punktu uziemienia)

Napięcie krokowe (Uk) to różnica potencjałów dwóch punktów podłoża odległych od siebie o długość kroku (ok. 0,8 m do 1 m). Jeżeli jego wartość przekroczy wartość napięcia bezpiecznego, wystąpi realna groźba porażenia prądem elektrycznym.
Wartość napięcia krokowego jest większa dla większej stromości rozkładu napięcia, bliższych odległości od punktu zwarcia oraz większej długości kroku. Dlatego też, napięcie krokowe jest szczególnie niebezpiecznie w przypadku awarii energetycznych linii przesyłowych wysokiego napięcia. Przy mniejszych napięciach zasilających (np. napięcie sieciowe 230 V) napięcie krokowe zazwyczaj spada poniżej wartości bezpiecznych i jest niegroźne.
Napięcie krokowe może być również groźne przy uderzeniu pioruna, który można przedstawić jako zwarcie do ziemi napięcia o ogromnej wartości.

## Obliczanie napięcia krokowego
Napięcie krokowe zależy w dużym stopniu od rezystywności podłoża stanowiącego uziemienie. Dla uproszczonego przypadku uziomu w kształcie półkuli rezystancję sąsiedztwa uziomu RZ można zapisać jako:
{\displaystyle R_{Z}=\int _{0}^{\infty }dR=\int _{0}^{\infty }{\frac {\rho dx}{2\pi r}}}
gdzie: R – rezystancja, ρ – rezystywność, r – promień na którym znajduje się warstwa dx półkuli (x – odległość).
Ponieważ rozkład napięcia U(x) w takim przypadku jest hiperboliczny (UZ – napięcie zasilające):
{\displaystyle U(x)=U_{Z}{\frac {r}{x}}}
to wartość napięcia krokowego (przy długości kroku Δx) wyniesie:
{\displaystyle U_{k}=U_{Z}\left({\frac {2r}{2x-\Delta x}}+{\frac {2r}{2x+\Delta x}}\right)}
W rzeczywistości jednak uziomy w kształcie półkuli praktycznie nie występują, wobec czego odpowiednie obliczenia komplikują się. Niemniej jednak, powyższe wzory są czasem wykorzystywane do obliczeń szacunkowych.

## Zabezpieczenie
Zabezpieczeniem przeciwko napięciu krokowemu jest para butów o metalowych podeszwach, które są spięte dobrze przewodzącą metalową linką. Umożliwia to w miarę swobodne chodzenie, natomiast uniemożliwia powstanie różnicy potencjału pomiędzy obiema nogami (linka zwiera ewentualne napięcie). W przypadku, gdy przewód pod wysokim napięciem dotyka podłoża i zachodzi potrzeba ewakuacji, nie wolno chodzić zwykłym krokiem – należy złączyć stopy razem (tak aby zmniejszyć dystans pomiędzy nimi i możliwość powstania napięcia krokowego) i oddalić się od miejsca awarii poprzez wykonywanie skoków (przy złączonych nogach) lub też przeskakując z jednej nogi na drugą (pod warunkiem, że w żadnym momencie obie nogi nie będą dotykać podłoża razem).
Dodatkowym zabezpieczeniem mogą być wyłożone na podłodze izolacyjne gumy, bądź też stalowe uziemione kraty, a na zewnątrz budynków na całym terenie obiektu mogą być zakopane żelazne kraty wyrównujące potencjał ziemi, zazwyczaj połączone z uziemionym ogrodzeniem.
Każdy obiekt narażony na występowanie niebezpiecznych napięć krokowych powinien być oznaczony ostrzegawczymi znakami o treści "NIEBEZPIECZNE NAPIĘCIE KROKOWE".